# Georg Ledebour

Georg Ledebour

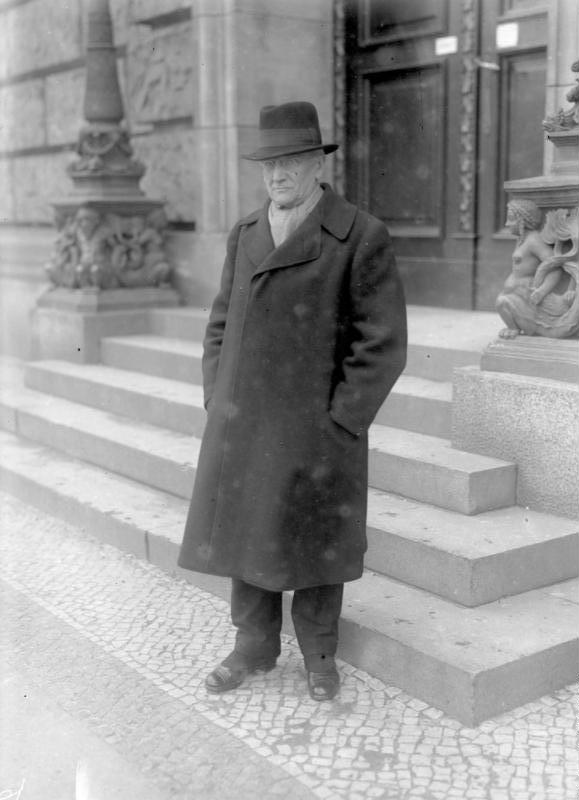
Georg Ledebour (Oktober 1931)

Georg Ledebour (* 7. März 1850 in Hannover; † 31. März 1947 in Bern) war ein sozialistischer deutscher Politiker und Journalist.

## Leben
Ledebour absolvierte eine kaufmännische Lehre, absolvierte seinen Militärdienst während des Krieges 1870/71 als Sanitäter und war zunächst als Privatlehrer und später als Journalist tätig. Er arbeitete 1876 bis 1882 als Auslandskorrespondent der Berliner Blätter in London und danach als Redakteur der linksliberalen Zeitungen Demokratische Blätter und der Berliner Volks-Zeitung. Nach seiner Rückkehr nach Deutschland engagierte er sich in den Hirsch-Dunckerschen Gewerkvereinen und trat 1882 in die Deutsche Fortschrittspartei ein. 1885 beteiligte er sich an der Gründung der Demokratischen Partei Norddeutschlands, wechselte aber 1891 zur SPD, wo er bald zum linken Flügel zählte und war bis 1900 zunächst in der Redaktion des Vorwärts und dann der Sächsischen Arbeiterzeitung in Dresden tätig. Von 1900 bis 1918 gehörte er dem Reichstag an und war als freier Autor und Parteiredner aktiv. Seit 1913 gehörte er dem Fraktionsvorstand der SPD an. 1905 gehörte er zu den scharfen Kritikern der Verbrechen an den Herero in den deutschen Kolonien. Im Reichstag las Ledebour im Dezember 1905 Teile des Erlasses des Generals von Trotha vom 2. Oktober 1904 vor: Jeder Herero werde erschossen; weiter hieß es darin: „Ich nehme keine Weiber und keine Kinder mehr auf (Hört! hört! bei den Sozialdemokraten), treibe sie zu ihrem Volke zurück oder lasse auf sie schießen.“
Während des Ersten Weltkriegs nahm der Antimilitarist Ledebour an den Konferenzen in Zimmerwald und Stockholm teil und stand innerhalb der SPD auf der Seite der Gegner des Krieges und der Burgfriedenspolitik, die sich zwischen 1915 und 1917 abspalteten beziehungsweise ausgeschlossen wurden. Ledebour schloss sich 1916 der Sozialdemokratischen Arbeitsgemeinschaft um Hugo Haase an und war 1917 Gründungsmitglied der USPD. Ledebour gehörte deren Vorstand zunächst bis 1919 an und war einer der wenigen Politiker, welcher zum Kreis der Revolutionären Obleute gehörte. Im Januar 1918 war er Mitglied der Streikleitung beim Januarstreik.
Während der Novemberrevolution amtierte er als Mitglied des Vollzugsrates der Arbeiter- und Soldatenräte Groß-Berlin und gehörte auf dem 1. Reichsrätekongress im Dezember 1918 zu den Wortführern der Unabhängigen. Ledebour war bereits von Beginn der Revolution an ein erbitterter Gegner jeder Zusammenarbeit der Unabhängigen mit den Führern der Mehrheitssozialdemokraten, die er als Verräter an der Revolution betrachtete. So lehnte er den ihm angebotenen Platz im Rat der Volksbeauftragten ab und wandte sich auch auf dem Reichsrätekongress gegen die Beteiligung der USPD-Fraktion an den Wahlen zum Zentralrat der Deutschen Sozialistischen Republik, wobei er sich mit dieser Forderung gegen den Parteichef Haase durchsetzte. Im Januar 1919 rief er mit zum Spartakusaufstand auf und war Führungsmitglied des Revolutionsausschusses. Nach der Niederschlagung des Aufstandes wurde er verhaftet und wegen Beteiligung an einem Aufruhr angeklagt, aber im Juni des gleichen Jahres freigesprochen. Als Vorsitzender der USPD saß er von 1920 bis 1924 erneut im Reichstag, sprach sich aber gegen eine Vereinigung von USPD mit ausschließlich der KPD oder der SPD und für die Einheit aller revolutionären Kräfte aus. Ebenso wandte er sich gegen einen Beitritt der USPD zur Kommunistischen Internationale.
Nachdem sich die USPD-Mitglieder größtenteils mit der KPD (Ende 1920, siehe auch VKPD) und der SPD (September 1922) zusammengeschlossen hatten, führte Ledebour die Rest-USPD bis Ende 1923 mit Theodor Liebknecht weiter. Im September 1922 gründeten Ledebour und Liebknecht gemeinsam die Klassenkampf-Verlag GmbH. Nach einer Auseinandersetzung über die Ruhrbesetzung, wo die Mehrheit um Liebknecht den revolutionären Defätismus, die Minderheit um Ledebour die KPD-Parole „Schlagt Poincaré an der Ruhr und Cuno an der Spree!“ propagierte, verließ Ledebour im Januar 1924 die Partei und gründete den Sozialistischen Bund, der bis 1931 existierte.
In der zweiten Hälfte der 1920er Jahre engagierte sich Ledebour darüber hinaus in Vorfeldorganisationen der KPD wie der Weltliga gegen den Imperialismus und der Internationalen Arbeiter-Hilfe (IAH). Im Herbst 1931 schloss er sich der neu gegründeten Sozialistischen Arbeiterpartei Deutschlands (SAP) an, welche ihn für die Reichspräsidentenwahl 1932 erfolglos als Einheitskandidaten aller Arbeiterparteien ins Gespräch zu bringen versuchte.
1933 floh er vor den Nationalsozialisten in die Schweiz, wo er publizistisch gegen den Nationalsozialismus aktiv war. Von dort sprach er sich noch 1946 für den Zusammenschluss von SPD und KPD zur SED aus. Kurz danach starb er hochbetagt nach langem Sanatoriumsaufenthalt.